# Inspirar Health Tech
A Inspirar Health Tech (ou Projeto Inspirar ) é uma empresa fabricante de ventiladores pulmonares, fundada no Brasil em 2020. A Inspirar Health Tech opera como subsidiária da empresa TACOM.

## História
A empresa foi criada tendo em vista a necessidade de contribuir e minimizar o esperado colapso do sistema de saúde gerado pela falta de respiradores durante a pandemia de COVID-19 no Brasil. Com o esforço de uma grande equipe de Engenheiros, Médicos, Fisioterapeutas e com o apoio de várias empresas, entidades e voluntários, o projecto desenvolveu-se num período considerado muito curto.
O Projeto Inspirar são mais de 4000 equipamentos fabricados e entregues, 1.600 equipamentos produzidos e doados, centenas de hospitais equipados.

## Produto
VI-C19 — Um ventilador pulmonar desenvolvido em um tempo recorde de 45 dias para uso em hospitais de campanha ou ambientes hospitalares.
O VI-C19 O ventilador possui três modos de ventilação Invasivos: PCV (Ventilação Controlada por Pressão), VCV (Ventilação Controlada por Volume) e PSV (Ventilação por Suporte de Pressão) e cinco modos de ventilação não invasivos: CPAP, PSV, BILEVEL, SIMV, APRV.
USEAR
Ele permite que os ventiladores trabalhem com ar de baixa pressão e um exclusivo sistema de exaustão a vácuo isola o ar ambiente do ar expirado do paciente, reduzindo assim o risco de contaminação de outros pacientes e profissionais de saúde.
O VI-C19 também pode funcionar com as redes de ar de alta pressão existentes em um hospital, facilitando sua implementação em locais onde essas redes já estão instaladas.
Possui três níveis de controle e monitoramento;
- Controle individual do ventilador na cama onde foi instalado para monitoramento do paciente no local.
- Montado pelo cliente, o Centro de Controle e Monitoramento (CCM) é uma infraestrutura que permite o monitoramento remoto de todos os equipamentos por meio de monitores de 55 polegadas, além de exibir alarmes e alertas clínicos para cada ventilador VI-C19 em operação. Essa infraestrutura permite que os profissionais de saúde monitorem de forma centralizada os parâmetros dos diversos ventiladores em operação, proporcionando um atendimento ao paciente mais rápido e eficaz.
- O Centro de Controle de Tecnologia (CCT) é uma infraestrutura centralizada que permite o monitoramento dos ventiladores utilizados nas diversas unidades. Cada ventilador VI-C19 é fornecido com um chip de comunicação de dados móvel, permitindo que o Centro de Monitoramento Inspirar monitore o desempenho de todos os equipamentos de campo.

## Especificações VI-C19
- Modos de Operação: Invasivo e Não invasivo
- Invasivo: PCV, VCV, PSV
- Não invasivo: CPAP, PSV, BILEVEL, SIMV, APRV"
- Regulado a Pressão e Controlado a Volume
- Presão de Suporte: 5-30 cmH2O range
- PEEP: 0-40 cmH2O range (incremento de 1)
- Pressão de Pico: 55 cmH2)
- I:E Ratio: 1:2 (adjustable to 1:1 - 1:10 range)
- Display gráfico
- Frequencia respiratória: 04-50
- Teste de inicialização
- Pausa respiratória

## Certificação
Usando Tecnologia avançada, VI-C19 foi aprovado em 100% das normas de homologação da  ANVISA para equipamentos classe III.

## TACOM - Empresa mãe
Empresa brasileira, fundada em 1981, é especializada no desenvolvimento e produção de sistemas integrados de hardware, software e firmware de alta tecnologia baseados na utilização de smart cards e seu principal produto é o CITbus, que se destina ao controle de acesso e operação de veículos.